# جوبيتر (فلوريدا)
جوبيتر (بالإنجليزية: Jupiter)‏ هي مدينة أمريكية تقع في ولاية فلوريدا. تبلغ مساحة هذه المدينة 54.7 (كم²)،ويبلغ عدد سكانها 55156 نسمة حسب إحصاء سنة 2010 م 55156.تشير إحصاءات سنة 2000م بأن الكثافة السكانية في هذه المدينة تقدر بـ(965.4) نسمة/كم2 

## التركيبة السكانية
حدّد مكتب تعداد الولايات المتحدة بيانات التركيبة السكانية لجوبيتر في تعداد الولايات المتحدة. في ما يلي، التركيبة السكانية حسب تعدادي 2000 و2010.

### تعداد عام 2000
بلغ عدد سكان جوبيتر 39,328 نسمة بحسب تعداد عام 2000، وبلغ عدد الأسر 16,945 أسرة وعدد العائلات 11,411 عائلة مقيمة في البلدة. في حين سجلت الكثافة السكانية 656.7 نسمة لكل كيلومتر مربع (1,700.8/ميل2). وبلغ عدد الوحدات السكنية 20,943 وحدة بمتوسط كثافة قدره 349.7 لكل كيلومتر مربع (905.7/ميل2).
وتوزع التركيب العرقي للبلدة بنسبة 94.86% من البيض و1.22% من الأمريكيين الأفارقة و0.19% من الأمريكيين الأصليين و1.12% من الأمريكيين ذوي الأصول الآسيوية و0.12% من سكان جزر المحيط الهادئ و1.37% من الأعراق الأخرى و1.12% من عرقين مختلطين أو أكثر و7.33% من الهسبانيون أو اللاتينيون من أي عرق.
بلغ عدد الأسر 16,945 أسرة كانت نسبة 28.1% منها لديها أطفال تحت سن الثامنة عشر تعيش معهم، وبلغت نسبة الأزواج القاطنين مع بعضهم البعض 55.8% من أصل المجموع الكلي للأسر، ونسبة 8.4% من الأسر كان لديها معيلات من الإناث دون وجود شريك، بينما كانت نسبة 3.2% من الأسر لديها معيلون من الذكور دون وجود شريكة وكانت نسبة 32.7% من غير العائلات. تألفت نسبة 25.8% من أصل جميع الأسر من عدة أفراد يعيشون في نفس المنزل ونسبة 10.4% كانت تتألف من شخص يعيش بمفرده يبلغ من العمر 65 عاماً أو أكثر. وبلغ متوسط حجم الأسرة المعيشية 2.32، أما متوسط حجم العائلات فبلغ 2.75.
بلغ العمر الوسطي للسكان 42.4 عاماً. وكانت نسبة 20.7% من القاطنين تحت سن الثامنة عشر، وكانت نسبة 5.1% بين الثامنة عشر والرابعة والعشرين عاماً، ونسبة 28.8% كانت واقعةً في الفئة العمرية ما بين الخامسة والعشرين والرابعة والأربعين عاماً، ونسبة 26.5% كانت ما بين الخامسة والأربعين والرابعة والستين، ونسبة 18.6% كانت ضمن فئة الخامسة والستين عاماً فما فوق. يوجد لكل 100 أنثى 97.4 ذكر، ويوجد لكل 100 أنثى في الثامنة عشر من عمرها فما فوق 94.4 ذكر.
بلغ متوسط دخل الأسرة في البلدة 56,361 دولارًا، أما متوسط دخل العائلة فبلغ 66,788 دولارًا. وكان متوسط دخل الذكور 45,479 دولارًا مقابل 34,491 دولارًا للإناث. وسجل دخل الفرد الخاص بالبلدة 33,172 دولارًا. وكانت نسبة 2.8% من العائلات ونسبة 4.7% من السكان تحت خط الفقر، وكان من هؤلاء نسبة 5.1% تحت سن الثامنة عشر ونسبة 5.5% في الخامسة والستين من العمر وما فوق.

### تعداد عام 2010
بلغ عدد سكان جوبيتر 55,156 نسمة بحسب تعداد عام 2010، وبلغ عدد الأسر 23,920 أسرة وعدد العائلات 15,010 عائلة مقيمة في البلدة. في حين سجلت الكثافة السكانية 921 نسمة لكل كيلومتر مربع (2,385.4/ميل2). وبلغ عدد الوحدات السكنية 29,825 وحدة بمتوسط كثافة قدره 498 لكل كيلومتر مربع (1,289.8/ميل2).
وتوزع التركيب العرقي للبلدة بنسبة 90.60% من البيض و1.54% من الأمريكيين الأفارقة و0.52% من الأمريكيين الأصليين و2% من الأمريكيين ذوي الأصول الآسيوية و0.05% من سكان جزر المحيط الهادئ و3.58% من الأعراق الأخرى و1.71% من عرقين مختلطين أو أكثر و12.68% من الهسبانيون أو اللاتينيون من أي عرق.
بلغ عدد الأسر 23,920 أسرة كانت نسبة 26.1% منها لديها أطفال تحت سن الثامنة عشر تعيش معهم، وبلغت نسبة الأزواج القاطنين مع بعضهم البعض 49.4% من أصل المجموع الكلي للأسر، ونسبة 9.4% من الأسر كان لديها معيلات من الإناث دون وجود شريك، بينما كانت نسبة 4% من الأسر لديها معيلون من الذكور دون وجود شريكة وكانت نسبة 37.2% من غير العائلات. تألفت نسبة 29.6% من أصل جميع الأسر من عدة أفراد يعيشون في نفس المنزل ونسبة 12.4% كانت تتألف من شخص يعيش بمفرده يبلغ من العمر 65 عاماً أو أكثر. وبلغ متوسط حجم الأسرة المعيشية 2.29، أما متوسط حجم العائلات فبلغ 2.80.
بلغ العمر الوسطي للسكان 44.7 عاماً. وكانت نسبة 19.4% من القاطنين تحت سن الثامنة عشر، وكانت نسبة 6.6% بين الثامنة عشر والرابعة والعشرين عاماً، ونسبة 24.4% كانت واقعةً في الفئة العمرية ما بين الخامسة والعشرين والرابعة والأربعين عاماً، ونسبة 29.6% كانت ما بين الخامسة والأربعين والرابعة والستين، ونسبة 20% كانت ضمن فئة الخامسة والستين عاماً فما فوق. وتوزع التركيب الجنسي للسكان بنسبة 49.7% ذكور و50.3% إناث.

## أعلام
- تشاك دالي
- كرايغ بيج
- بيلي غابور
- درو هيلم
- جورج فازيو